# Delfim Carlos de Carvalho
Delfim Carlos de Carvalho, Barón del Pasaje (Barão de Passagem), fue un marino brasileño que combatió en la guerra de la Triple Alianza.

## Biografía
Delfim Carlos de Carvalho nació en Río de Janeiro, Brasil el 13 de abril de 1823, hijo de Antônio Carlos de Carvalho y de Maria José dos Prazeres.
Ingresó en la Marina de Brasil como aspirante el 25 de febrero de 1839. Fue ascendido a guardiamarina el 11 de noviembre de 1841, teniente 2.º el 21 de diciembre de 1843 y teniente 1.º el 14 de mayo de 1849.
En 1850 comandó la barca a vapor Urânia reprimiendo el tráfico ilegal de esclavos.
En 1851 fue el primer comandante del vapor Paraense con el que participó del bloqueo de Montevideo hasta el 5 de noviembre, en que asumió el mando del vapor Santa Cruz, que mantuvo hasta el 24 de febrero de 1852.
Otros mandos fueron las corbetas a vapor Recife y Pedro II, el vapor Tétis y el monitor acorazado Lima Barros.
El 2 de diciembre de 1856 fue promovido a capitán teniente. En 1859 estuvo al mando de la corbeta Beberibé.

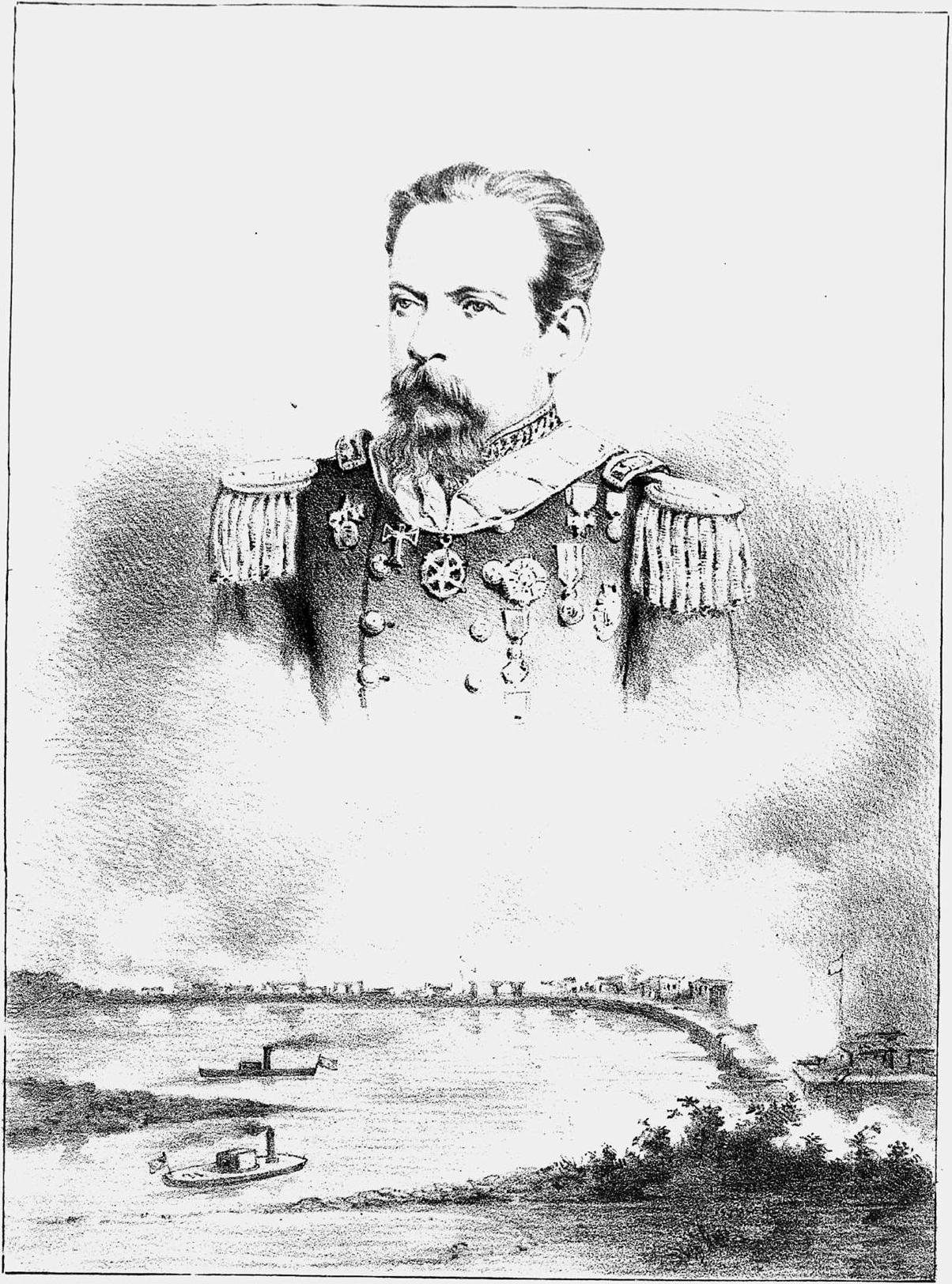
Almirante Barón del Pasaje y escena de la Pasaje de Humaitá.

El 13 de enero de 1866 fue promovido a capitán de fragata, el 13 de enero de 1867 a capitán de mar y guerra y el 13 de marzo de 1868 a Jefe de División.
Comandó la 3.ª División Naval aliada durante la Guerra del Paraguay. Al frente de 6 buques acorazados el 19 de febrero de 1868 quebró la resistencia del Fuerte de Humaitá forzando el pasaje y llegando frente a Asunción del Paraguay bombardeando la capital enemiga el 24 de febrero de 1868.

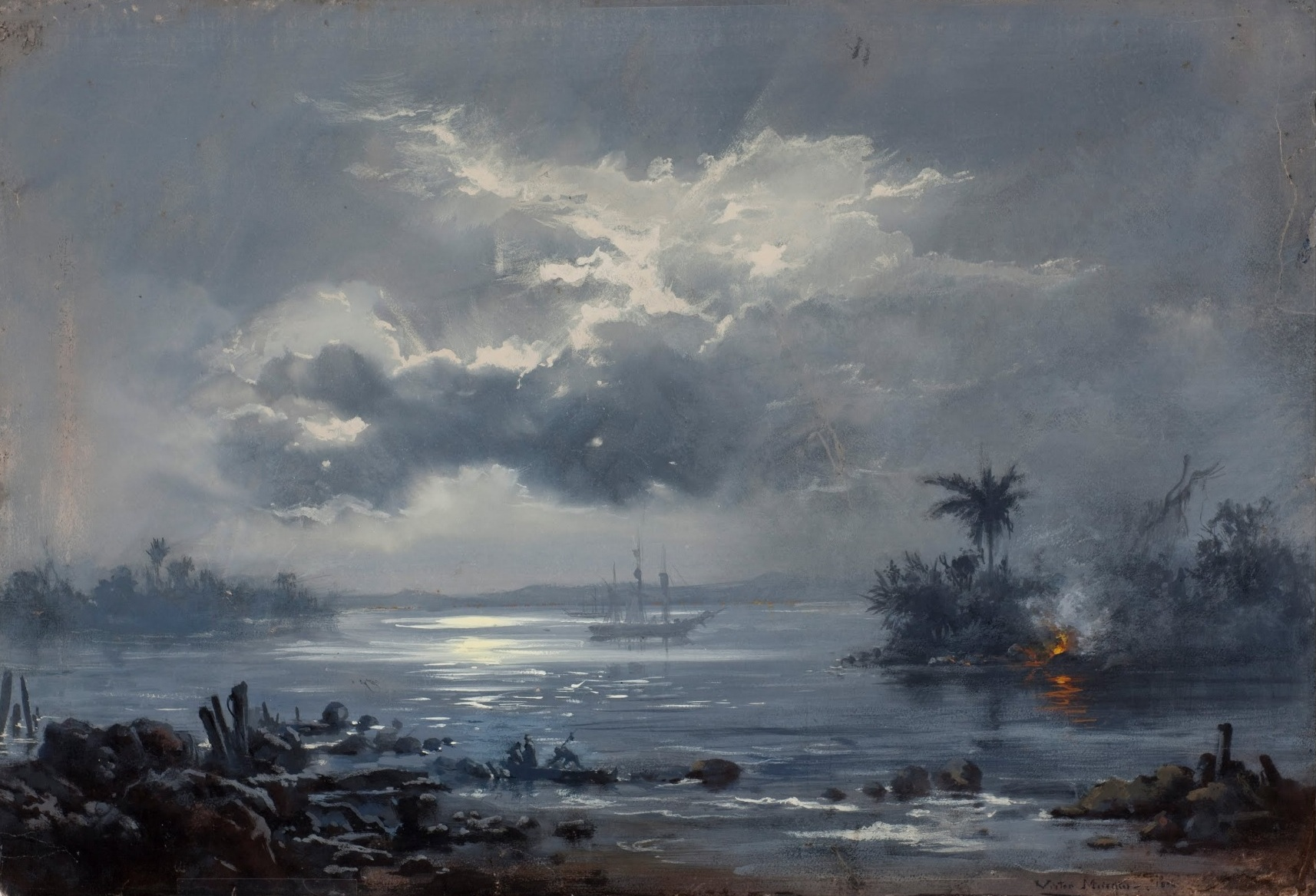
Pasaje de Humaitá.

El hecho le valió el título de Barón del Pasaje. 
El 2 de mayo de 1869 se convirtió en Jefe de Escuadra y finalizada la guerra en comandante en jefe de las fuerzas navales del imperio en Paraguay y Mato Grosso.
El 31 de diciembre de 1882 fue ascendido a vicealmirante, a almirante graduado el 31 de enero de 1885 y efectivo el 8 de enero de 1890.
Estuvo también al frente del 1.º y 2.º Distrito Naval. Fue nombrado Cavaleiro da Ordem da Rosas (1849), Oficial da Ordem da Rosa (1854), Cavaleiro da Ordem de São Bento de Aviz (1859), Comendador da Ordem da Rosa (1860). Fue condecorado con la Medalha de Ouro do Combate de Riachuelo (1865), Medalha de Ouro da Passagem de Humaitá (1868), Medalla de la Campanha do Paraguai (1870) y la Cruz de la Ordem de São Bento de Aviz (1890).
En 1886 fue miembro del Consejo Naval. En 1891 fue miembro del Consejo Militar Supremo de Justicia. Murió en su ciudad natal el 18 de mayo de 1896.